# Королевская итальянская армия
Короле́вская италья́нская а́рмия (итал. Regio Esercito Italiano) — армия (сухопутные силы), сформированная после объединения Италии и создания единого королевства Италия, существовавшая с 1861 по 1946 годы.
В дальнейшем, армия участвовала в колониальном разделе Африки и в подавлении Ихэтуаньского (боксёрского) восстания в Китае. В 1882 году Италия вошла в состав Тройственного союза, однако после начала Первой мировой войны объявила о нейтралитете, а в 1915 году — вступила в войну на стороне Антанты.

## История
Итальянские армия была созданы после объединения Италии и создания единого королевства Италия на основе Королевской сардинской армии. В дальнейшем, армия Италии участвовала в колониальном разделе Африки (Итальянское завоевание Эритреи, Первая итало-эфиопская война, Итало-турецкая война) и принимала участие в подавлении ихэтуаньского восстания в Китае. В 1882 году Италия вошла в состав Тройственного союза.

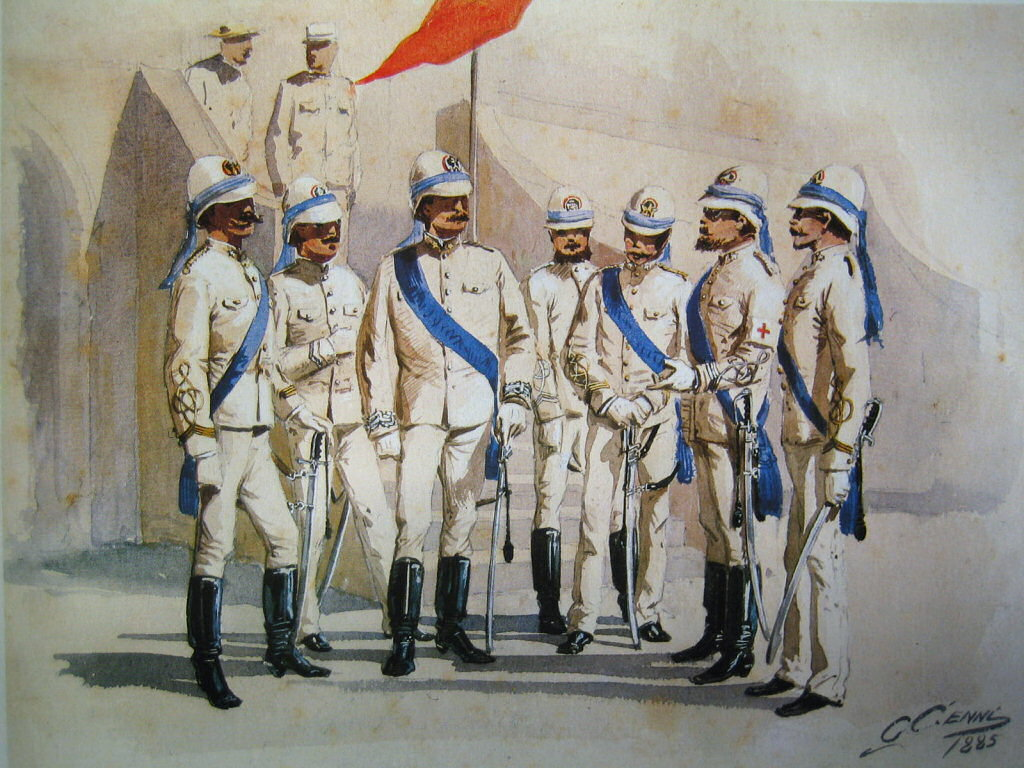
Итальянские офицеры в Африке, 1885 год

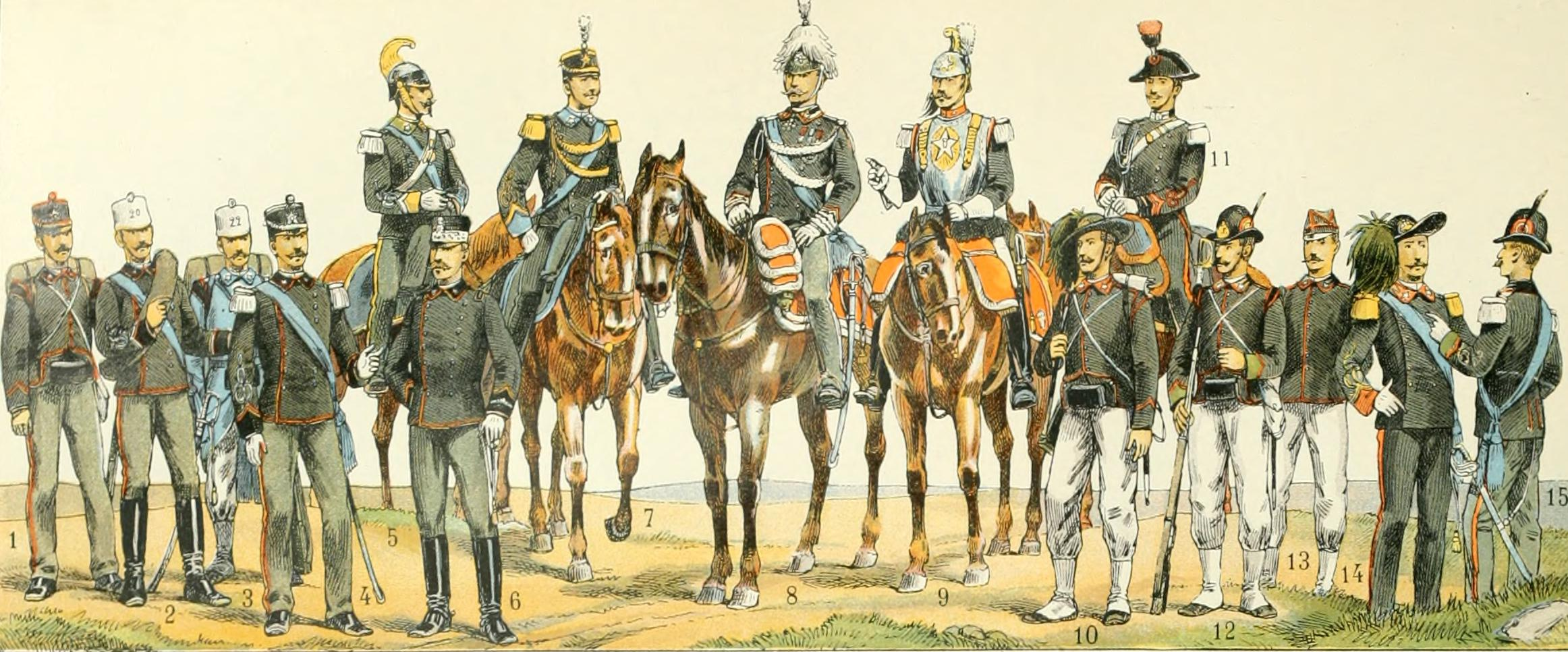
Униформа итальянской армии 1898 года

На 1891 год сухопутные силы ВС Италии имели 257 000 нижних чинов (в военное время предполагалось иметь — 1 129 000) и состояли из:
- постоянной армии;
- подвижной милиции;
- территориальной милиции (ополчение итальянской армии).

В начале XX века в итальянской армии имелось 2 гренадерских и 94 пехотных полка (по 3 батальона 4-ротного состава), 12 полков берсальеров (по 3 батальона 3-ротного состава и один 3-ротный батальон велосипедистов), 26 батальонов альпийских стрелков (по 3 роты, были сведены в 8 полков). Кавалерия включала 29 полков (по 5 эскадронов). Артиллерия включала 36 полевых полков (12 корпусных, 12 дивизионных, по шести 6-орудийных батарей каждый, и 12 дивизионных по четыре 6-орудийные батареи), 1 корпусной артиллерийский полк (4 дивизиона по две 4-орудийные батареи каждый), 2 горных артиллерийских полка (4 дивизиона по три 6-орудийные батареи каждый), 2 полка тяжелой артиллерии (7 батарей по 4 тяжелые гаубицы и 3 батареи по 4 тяжелые пушки в каждом). В армии имелось 12 армейских корпусов (24 дивизии). Мирная численность армии в 1910—11 году была 13.901 офицеров, 4.478 чиновников, 278.466 нижних чинов. Существовала всеобщая воинская повинность, срок службы составлял 2 года.

### Первая мировая война
После начала Первой мировой войны Италия объявила о нейтралитете, а в 1915 году — вступила в войну на стороне Антанты. Возник Итальянский фронт.

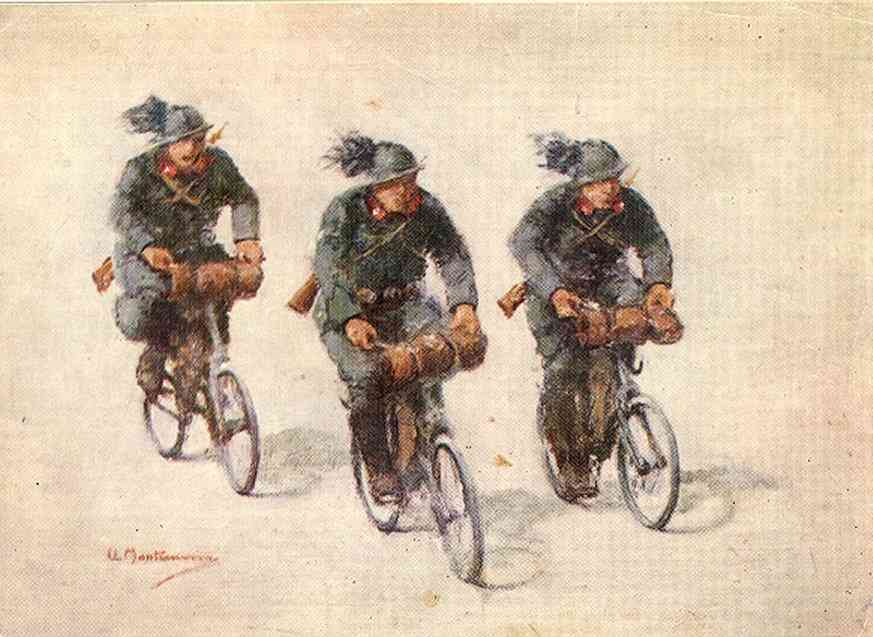
Берсальеры-велосипедисты

На Итальянском фронте Первой мировой войны Королевская армия Италии вместе с войсками союзных ей государств (британскими, французские, американские) сражалась против войск Австро-Венгрии и Германии. Боевые действия на итальянском фронте продолжались в период с мая 1915 года по ноябрь 1918 года.
Итальянский театр военных действий простирался на всём протяжении австро-итальянской границы, от Трентино до Адриатического моря. Несмотря на то, что Италия являлась членом Тройственного союза, с начала войны она сохраняла нейтралитет, а в 1915 году, после долгих колебаний, вступила в мировую войну на стороне Антанты. Главным фактором вступления Италии в войну на стороне Антанты стало желание провести значительные территориальные изменения за счёт Австро-Венгрии. После вступления в войну итальянское командование планировало провести мощное наступление вглубь территории Австро-Венгрии и захватить ряд важнейших городов, однако вскоре боевые действия на Итальянском театре военных действий приобретают характер позиционных, аналогичных боевым действиям на Западном фронте.
В 1915 году наступательная инициатива была на стороне Италии, но итальянское командование не смогло провести удачное наступление. В 1916 году австро-венгерская армия нанесла поражение итальянской армии в битве при Трентино, несмотря на это, итальянцы благодаря помощи союзников сумели остановить продвижение противника. Летом 1917 года итальянская армия провела ряд успешных военных операций, однако осенью потерпела сокрушительное поражение в битве при Капоретто и отступила на 70-110 км вглубь Италии. Весь 1918 год Королевская итальянская армия восстанавливалась после разгрома при Капоретто и осенью 1918 года смогла перейти в наступление, разгромив полуразложившуюся австро-венгерскую армию. 3 ноября 1918 года боевые действия на Итальянском фронте завершились.
В составе итальянской армии особенно выделялись штурмовые войска, ядро которых было структурировано в форме Штурмового армейского корпуса.

### Вторая мировая война
К началу Второй мировой войны Королевство Италия имело в целом сильную, боеспособную армию. Традиционно, наиболее мощным и крупным видом вооружённых сил государства были Королевские военно-морские силы, в составе которых были линкоры типа «Конте ди Кавур» и «Андреа Дориа», почти три десятка крейсеров различного типа, эсминцы, миноносцы, торпедные катера, большие и малые подводные лодки и пр. Наиболее успешными и элитными подразделениями военно-морского флота Италии являлись подводные диверсанты 10-й флотилии штурмовых средств, возглавляемые «чёрным князем» Юнио Валерио Боргезе.
Военно-воздушные силы Королевства Италия, образованные в самом начале XX века, ещё до Второй мировой войны успели принять участие во многих военных конфликтах, таких как: Итало-турецкая война, Первая мировая война, Итало-эфиопская война 1935-1936, Гражданская война в Испании.
ВВС оснащались всеми современными на тот момент типами самолётов, производившимися итальянскими компаниями, среди которых:
- истребители Fiat CR.32, Fiat CR.42 Falco, Fiat G.50 Freccia;
- бомбардировщики Breda Ba.65, Breda Ba.88 Lince, Savoia-Marchetti SM.79 Sparviero;
- транспортные самолёты Savoia-Marchetti SM.74;
- гидросамолёты Savoia-Marchetti S.55, CANT Z.506 Airone, Fiat RS.14 и др.

Вплоть до конца 1930-х годов итальянские бронетанковые силы были представлены в основном отечественными бронеавтомобилями, танкетками, устаревшими лёгкими танками типа Fiat 3000 и двумя тяжёлыми танками Fiat 2000, созданными ещё в конце Первой мировой войны. Накануне Второй мировой войны были приняты на вооружение новые типы бронетанкового вооружения и техники: лёгкие танки L6/40, средние (по итальянской классификации) M11/39, бронеавтомобили AB40/41. В целом, сырые конструкции потребовали дальнейшего совершенствования, а первые бои в Греции и Африке потребовали создания новых типов бронетехники и артиллерии, противотанковые САУ, штурмовые орудия, бронетранспортёры.
Артиллерия была представлена значительным количеством орудий, созданных ещё в годы Первой мировой войны, а также рядом пушек, созданных в межвоенный период.

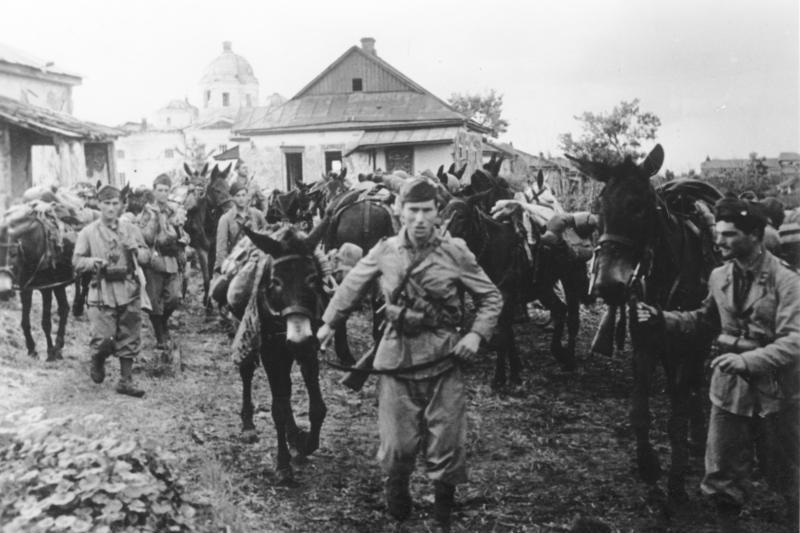
Итальянские солдаты в СССР, июль 1942.

До вступления во Вторую мировую войну итальянская промышленность сама обеспечивала армию вооружением. После капитуляции Франции, Италии досталось некоторое количество французской военной техники: танки, самолёты, стрелковое оружие.

## Численный состав
Максимальная численность итальянской армии во Второй мировой войне составляла 2,5 миллиона солдат и офицеров.

## Воинские звания и знаки различия
Высшим воинским званием в Королевской итальянской армии считался Первый Маршал Империи. Это звание было равнозначно званию Генералиссимуса. Оно было введено в 1938 году и имелось только у двух человек: у дуче Муссолини и у короля Италии Виктора Эммануила III. Звания Маршал Италии, введённого в 1924 году, были удостоены лишь 13 итальянских военных. Ниже шли высшие офицерские звания генералов армии, корпусных, дивизионных и бригадных генералов.
Воинские звания в дивизиях чернорубашечников (MVSN) отличались от общих армейских. Например существовали центурион (капитан), консул (полковник), а также первый почётный капрал, звание которое имел только Муссолини.
| Погон                    |                       |               |               |                           |                   |                     |                   |  |
| Нарукавный знак различия |                       |               |               |                           |                   |                     |                   |  |
| Звание (на рус. языке)   | Первый Маршал Империи | Маршал Италии | Генерал армии | Назначенный генерал армии | Корпусной генерал | Дивизионный генерал | Бригадный генерал |  |

| Погон                    |                       |           |              |       |
| Нарукавный знак различия |                       |           |              |       |
| Звание (на рус. языке)   | Командующий полковник | Полковник | Подполковник | Майор |

| Погон                    |                |         |                  |           |                   | Погоны отсутствовали |
| Нарукавный знак различия |                |         |                  |           |                   |                      |
| Звание (на рус. языке)   | Первый капитан | Капитан | Первый лейтенант | Лейтенант | Младший лейтенант | Кандидат             |

| Категории                | Унтер-офицеры   | Унтер-офицеры        | Унтер-офицеры             | Унтер-офицеры       | Сержанты        | Сержанты | Солдаты        | Солдаты | Солдаты |
| ------------------------ | --------------- | -------------------- | ------------------------- | ------------------- | --------------- | -------- | -------------- | ------- | ------- |
| Нарукавный знак различия |                 |                      |                           |                     |                 |          |                |         | нет     |
| Звание (на рус. языке)   | Боевой адъютант | Главный маршал полка | Маршал-командир батальона | Маршал-рядовой роты | Главный сержант | Сержант  | Главный капрал | Капрал  | Рядовой |

## Форма одежды и особенности

### Первая мировая война
С 1908 года в итальянской армии была введена полевая форма одежды серо-зеленого цвета. В качестве головного убора выступала кепи, кокарда на которой указывала звание солдата. У высших офицеров на кокарде был изображен орёл с гербом Савойской династии увенчанный королевской короной. До 1915-16 годов стальных шлемов в итальянской армии, как и в других армиях участвовавших в Первой мировой не было. Лишь солдаты ударных частей «Ардити» комплектовались специальными шлемами и прочей металлической защитой. С 1916 года армия стала комплектоваться французскими касками «Адриана», производство которых, вскоре, под названием Elemetto M16 было развёрнуто в самой Италии. На фронтальную часть каски наносились условные знаки чёрного цвета обозначавшие принадлежность к роду войск.

### Вторая мировая война
В 1931 году были произведены серьёзные изменения в итальянской форме одежды. Так офицерский состав получил вместо кепи, новые головные уборы: классическую фуражку и бустину (особый вид пилотки). Теперь уже только у генералитета и высшего командования армии на кокарде фуражки был «Савойский орел». На околыше фуражки в зависимости от звания был вышит определённый узор (так называемый греческий). У альпийских подразделений (Альпини) был собственный головной убор, типичная альпийская охотничья шляпа с полями в передней части и с пером сбоку. Для войск в Северной и Восточной Африки в качестве головного убора использовался специальный колониальный матерчатый шлем. Петлицы у итальянских солдат и офицеров имели разный цвет и даже сочетание цветов. У каждой дивизии был свой корпоративный цвет. Так же как и ранее, петлицы украшал военный символ — пятиконечная звезда. У солдат дивизий фашистской милиции (MVSN) петлицы были чёрного цвета в виде пламени и украшались не звездой, а фашистской символикой, ликторской фасцией. Однако в отличие от Вермахта, на мундирах солдат и офицеров которого присутствовала нацистская символика, у итальянских королевских солдат фашистской символики не было, лишь у высшего офицерского состава Савойский орёл на кокарде держал в лапах ликторскую фасцию. В итальянской армии одной из первых в мире в офицерский китель был введен классический мужской галстук. С 1939 года для пехоты был введен китель с поясным ремнём. Нижние чины носили брюки-галифе с обмотками или шерстяными носками-гольфами и ботинками до щиколотки. Представители бронетанковых и автомобильных войск имели особый танковый шлем, созданный ранее на основе авиаторского шлема, комбинезон синего цвета, офицеры так же имели кожаную куртку и краги на голенищах ног.
В начале 1930-х годов итальянцы стали искать замену устаревшей каске «Адриана». В 1931 году был разработан стальной шлем М31, однако военных он не устроил и партия таких шлемов была продана греческой армии. В 1933 году был разработан шлем М33, который с 1937 года и стал основным в итальянской армии. Так же как и в случае в каской «Адриана» на фронтальную часть шлем М33 наносились знаки принадлежности к родам войск. Элитные подразделения армии, вроде карабинеров (военная полиция) и берсальеров имели особые отличия в униформе. У берсальеров на любых головных уборах (кроме фуражки и бустины) с правой стороны располагался султан из черных глухариных перьев. Это был символ берсальеров. Карабинеры носили особый головной убор в виде двууголки называемой «Люцерной». Знаки отличия на униформе располагалась в виде специальных нашивок на рукавах, а также на бустинах с левой стороны.
Как и многие другие армии гитлеровской коалиции, итальянская не была приспособлена к ведению боя в холодное время года. У итальянцев не было зимней униформы, что очень отрицательно сказалось, особенно в Сталинградской битве в условиях русского мороза. В срочном порядке теплая одежда была заказана в Румынии, однако, доставить её до заказчиков не успевали. В результате чего имелся большой процент потерь из-за обморожения. Для утепления в ход шло всё, что могло согреть, даже отобранные у местных жителей женские пуховые платки и валенки.
У многочисленных туземных войск итальянских колоний в Африке, состоявших из местных жителей были свои особенности в униформе. В качестве головного убора здесь могли выступать национальные тюрбаны, тарбуски, фески и прочее. Многие племена так и не привыкли к европейской обуви, да её и не хватало, поэтому воевали привычно для себя, босиком.
В Королевской итальянской армии была серьёзная субординация между рядовым и офицерским составом, тем более что в последнем было немало представителей итальянской аристократии и даже королевского Савойского дома, как например вице-король Итальянской Восточной Африки Амадей Савойский, герцог д’Аостский или наследник итальянского престола Умберто II.

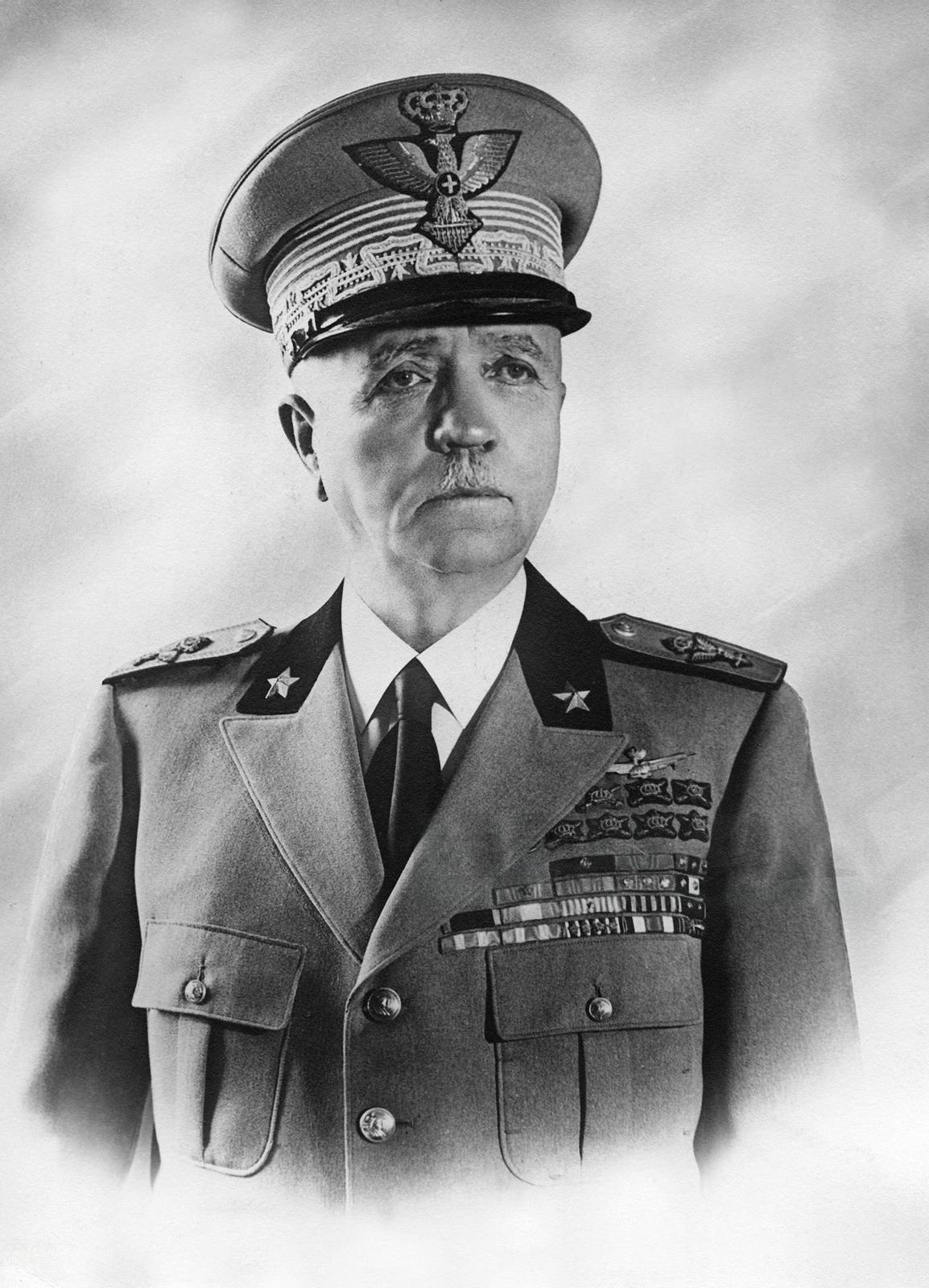
Пьетро Бадольо в парадной форме Маршала Италии.
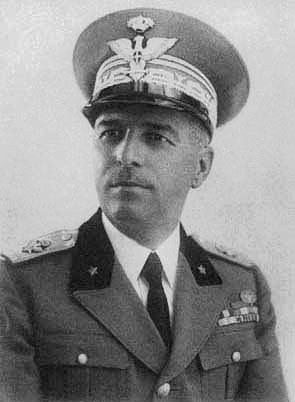
Витторио Амброзио в парадной генеральской форме.
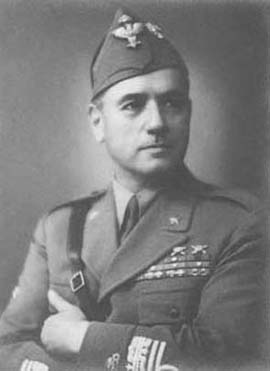
Джованни Мессе в полевой генеральской форме и с бустиной на голове.
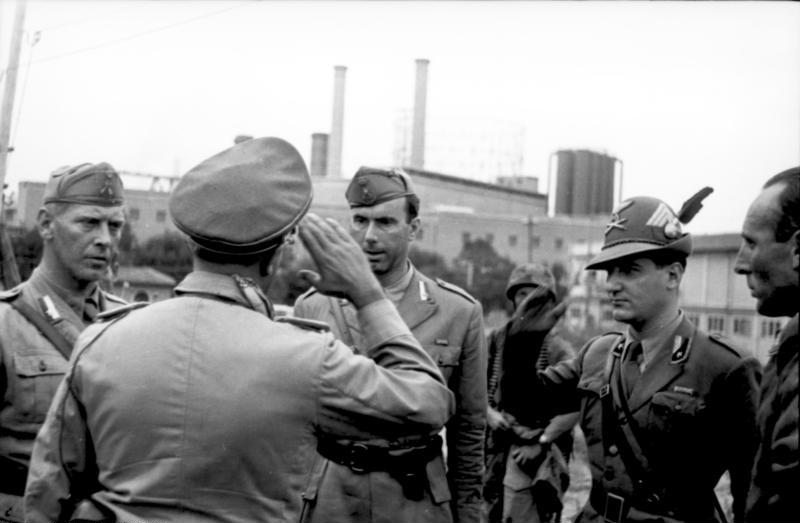
Итальянские офицеры беседуют с немецким. Справа офицер итальянских Альпийских стрелков.
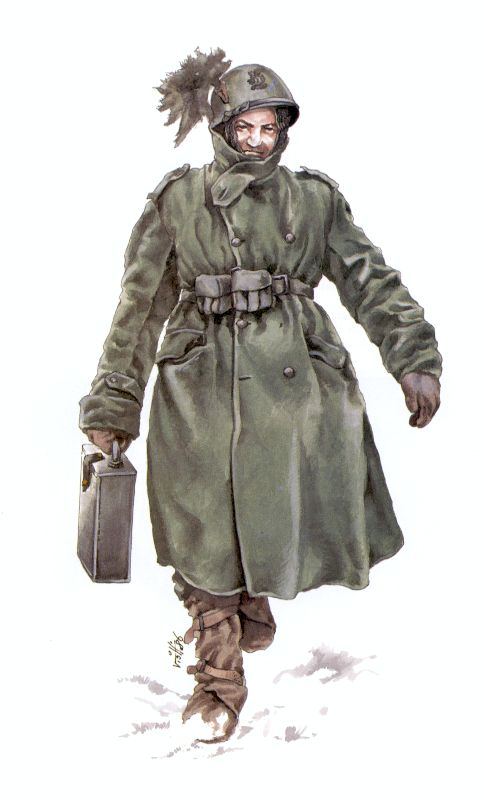
Берсальер в "Русской кампании" (1942-43 годы).
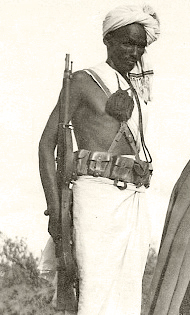
Дубат - сомалийский солдат итальянской колониальной армии.